# NGC 5639B
NGC 5639B (другое обозначение — PGC 1902505) — галактика в созвездии Волопас.
Этот объект не входит в число перечисленных в оригинальной редакции «Нового общего каталога» и был добавлен позднее.